# Copa da Hora
O Torneio Copa da Hora foi uma competição de futebol de caráter amistoso, realizada  de 30 de junho a 5 de julho de 2010, em Florianópolis, Santa Catarina. Foi criada pelo Grupo RBS em virtude da paralisação do Campeonato Brasileiro pela Copa do Mundo. Todos os jogos foram disputados no Estádio da Ressacada.O Vasco da Gama foi o campeão. Ao fim do campeonato o Vasco e os donos da casa, Avaí, terminaram a competição rigorosamente empatados, o título ficou com o Vasco por causa do confronto direto entre as duas equipes, que terminou com a vitória Vascaína por 3 a 1, logo na abertura do torneio.

## Regulamento
Todos os times jogam contra todos e a equipe que somar o maior número de pontos será sagrada a campeã.
Em caso de empate no número de pontos, no fim do torneio, haverá os seguintes critérios de desempate: maior número de vitórias, maior saldo de gols, maior número de gols pró, confronto direto (somente no caso de empate entre duas equipes), menor número de cartões vermelhos recebidos, menor número de cartões amarelos recebidos e, por último, sorteio.

## Participantes
| Equipe                           | Nome curto | Cidade         | Estado |
| -------------------------------- | ---------- | -------------- | ------ |
| Avaí Futebol Clube               | Avaí       | Florianópolis  | SC     |
| Coritiba Foot Ball Club          | Coritiba   | Curitiba       | PR     |
| Grêmio Foot-Ball Porto Alegrense | Grêmio     | Porto Alegre   | RS     |
| Club de Regatas Vasco da Gama    | Vasco      | Rio de Janeiro | RJ     |

## Classificação final
Atualizado em 5 de julho de 2010
| Copa da Hora 2010 | Copa da Hora 2010 | Copa da Hora 2010 | Copa da Hora 2010 | Copa da Hora 2010 | Copa da Hora 2010 | Copa da Hora 2010 | Copa da Hora 2010 | Copa da Hora 2010 | Copa da Hora 2010 | Copa da Hora 2010 |
| Times | Times             | Pts               | J                 | V                 | E                 | D                 | GP                | GC                | SG                | %                 |
| --- | ----------------- | ----------------- | ----------------- | ----------------- | ----------------- | ----------------- | ----------------- | ----------------- | ----------------- | ----------------- |
| 1 | Vasco da Gama     | 6                 | 3                 | 2                 | 0                 | 1                 | 6                 | 6                 | 0                 | 66,6              |
| 2 | Avaí              | 6                 | 3                 | 2                 | 0                 | 1                 | 6                 | 6                 | 0                 | 66,6              |
| 3 | Coritiba          | 3                 | 3                 | 1                 | 0                 | 2                 | 5                 | 5                 | 0                 | 33,3              |
| 4 | Grêmio            | 3                 | 3                 | 1                 | 0                 | 2                 | 5                 | 5                 | 0                 | 33,3              |
| Pts – Pontos ganhos; J – Jogos; V - Vitórias; E - Empates; D - Derrotas; GP – Gols pró; GC – Gols contra; SG – Saldo de gols; % - Aproveitamento |                   |                   |                   |                   |                   |                   |                   |                   |                   |                   |

|  |                                 |
|  | Campeão da Copa da Hora de 2010 |

## Jogos

### Rodada 1
| 30 de junho de 2010 | Grêmio | 0 – 2  | Coritiba                               | Estádio da Ressacada, Florianópolis      |
| 19:30               |        | Súmula | Rafinha 16' (1º T) · Enrico 18' (2º T) | Árbitro: Paulo Henrique de Godoy Bezerra |

| 30 de junho de 2010 | Avaí               | 1 – 3  | Vasco da Gama                                                   | Estádio da Ressacada, Florianópolis |
| 21:30               | Emerson 11' (1º T) | Súmula | Dedé 3' (1º T) · Rafael Coelho 26' (1º T) · Léo Gago 36' (2º T) | Árbitro: Célio Amorim               |

### Rodada 2
| 3 de julho de 2010 | Grêmio                                           | 3 – 0  | Vasco da Gama | Estádio da Ressacada, Florianópolis |
| 19:30              | Jonas 15' (1º T), 41' (1º T) · Borges 34' (1º T) | Súmula |               | Árbitro: José Acácio da Rocha       |

| 3 de junho de 2010 | Avaí                                      | 2 – 1  | Coritiba          | Estádio da Ressacada, Florianópolis  |
| 21:30              | Vandinho 20' (2º T) · Leonardo 47' (2º T) | Súmula | Pereira 1' (2º T) | Árbitro: Edmundo Alves do Nascimento |

### Rodada 3
| 5 de julho de 2010 | Vasco da Gama                                                         | 3 - 2  | Coritiba                                   | Estádio da Ressacada, Florianópolis |
| 19:30              | Thiago Martinelli 9' (2º T) · Allan 11' (2º T) · Fumagalli 39' (2º T) | Súmula | Pereira 11' (1º T) · Tiago Real 33' (2º T) | Árbitro: Célio Amorim               |

| 5 de julho de 2010 | Avaí                                                          | 3 - 2  | Grêmio                                   | Estádio da Ressacada, Florianópolis |
| 21:30              | Roberto 10' (1º T) · Emerson 10' (2º T) · Leonardo 19' (2º T) | Súmula | Bérgson 23' (1º T) · Roberson 46' (2º T) | Árbitro: Jefferson Schmidt          |

## Campeão
| Copa da Hora            |
| ----------------------- |
| Vasco da Gama 1º Título |

## Artilharia
Atualizado em 5 de julho às 14:38 UTC-3.
| Gols | Jogador           | Time          |
| ---- | ----------------- | ------------- |
| 2    | Emerson           | Avaí          |
| 2    | Jonas             | Grêmio        |
| 2    | Leonardo          | Avaí          |
| 2    | Pereira           | Coritiba      |
| 1    | Allan             | Vasco da Gama |
| 1    | Bérgson           | Grêmio        |
| 1    | Borges            | Grêmio        |
| 1    | Dedé              | Vasco da Gama |
| 1    | Enrico            | Coritiba      |
| 1    | Fumagalli         | Vasco da Gama |
| 1    | Léo Gago          | Vasco da Gama |
| 1    | Rafael Coelho     | Vasco da Gama |
| 1    | Rafinha           | Coritiba      |
| 1    | Thiago Martinelli | Vasco da Gama |
| 1    | Tiago Real        | Coritiba      |
| 1    | Roberto           | Avaí          |
| 1    | Roberson          | Grêmio        |
| 1    | Vandinho          | Avaí          |